# Rhadinella
Rhadinella is een geslacht van slangen uit de familie toornslangachtigen (Colubridae) en de onderfamilie Dipsadinae.

## Naam en indeling
De wetenschappelijke naam van de groep werd voor het eerst voorgesteld door Hobart Muir Smith in 1941. Er zijn twintig verschillende soorten, inclusief de pas in 2018 wetenschappelijk beschreven soort Rhadinella xerophila.

## Verspreiding en habitat
De soorten komen voor in delen van Midden- en Zuid-Amerika en leven in de landen Mexico, Guatemala, Honduras, Nicaragua, El Salvador, Costa Rica en Panama. De habitat bestaat uit vochtige tropische en subtropische bossen, zowel in laaglanden als in bergstreken. Ook in door de mens aangepaste streken zoals plantages en aangetaste bossen kunnen de dieren worden aangetroffen.

## Beschermingsstatus
Door de internationale natuurbeschermingsorganisatie IUCN is aan vijftien soorten een beschermingsstatus toegewezen. Twee soorten worden beschouwd als 'veilig' (Least Concern of LC), twee soorten als 'onzeker' (Data Deficient of DD), twee als 'kwetsbaar' (Vulnerable of VU), twee als 'gevoelig' (Near Threatened of NT) en twee soorten als 'bedreigd' (Endangered of EN). De soort Rhadinella tolpanorum ten slotte staat te boek als 'ernstig bedreigd' (Critically Endangered of CR).

### Soorten
Het geslacht omvat de volgende soorten, met de auteur en het verspreidingsgebied.
| Naam                     | Auteur                                                    | Verspreidingsgebied                                                     |
| ------------------------ | --------------------------------------------------------- | ----------------------------------------------------------------------- |
| Rhadinella anachoreta    | Smith & Campbell, 1994                                    | Guatemala, Honduras                                                     |
| Rhadinella donaji        | Campbell, 2015                                            | Mexico                                                                  |
| Rhadinella dysmica       | Campillo, Dávila-Galavíz, Flores-Villela & Campbell, 2016 | Mexico                                                                  |
| Rhadinella godmani       | Günther, 1865                                             | Mexico, Guatemala, Honduras, Nicaragua, El Salvador, Costa Rica, Panama |
| Rhadinella hannsteini    | Stuart, 1949                                              | Mexico, Guatemala                                                       |
| Rhadinella hempsteadae   | Stuart & Bailey, 1941                                     | Guatemala                                                               |
| Rhadinella kanalchutchan | Mendelson & Kizirian, 1995                                | Mexico                                                                  |
| Rhadinella kinkelini     | Boettger, 1898                                            | Nicaragua, Guatemala, Honduras, El Salvador, Mexico                     |
| Rhadinella lachrymans    | Cope, 1870                                                | Mexico, Guatemala, Honduras                                             |
| Rhadinella lisyae        | McCranie, 2017                                            | Honduras                                                                |
| Rhadinella montecristi   | Mertens, 1952                                             | Honduras, El Salvador, Guatemala                                        |
| Rhadinella pegosalyta    | McCranie, 2006                                            | Honduras                                                                |
| Rhadinella pilonaorum    | Stuart, 1954                                              | Guatemala, El Salvador                                                  |
| Rhadinella posadasi      | Slevin, 1936                                              | Mexico, Guatemala                                                       |
| Rhadinella rogerromani   | Köhler & McCranie, 1999                                   | Nicaragua                                                               |
| Rhadinella schistosa     | Smith, 1941                                               | Mexico                                                                  |
| Rhadinella serperaster   | Cope, 1871                                                | Costa Rica                                                              |
| Rhadinella stadelmani    | Stuart & Bailey, 1941                                     | Guatemala                                                               |
| Rhadinella tolpanorum    | Holm & Cruz, 1994                                         | Honduras                                                                |
| Rhadinella xerophila     | Ariano-Sánchez, Campbell, 2018                            | Guatemala                                                               |